# 小秃马勃属
小秃马勃属（学名：Calvatiella）是蘑菇科下的一个属。

## 下属物种
本属包括以下物种：
- 印度小秃马勃 Calvatiella indica I.P.S.Thind
- 刘氏小秃马勃 Calvatiella lioui C.H.Chow
- 中国小秃马勃 Calvatiella sinensis C.H.Chow